# Burmannia dasyantha
Burmannia dasyantha là một loài thực vật có hoa trong họ Burmanniaceae. Loài này được Mart. mô tả khoa học đầu tiên năm 1824.